# Hecatesia
Hecatesia es un  género de lepidópteros perteneciente a la familia Noctuidae. Es originario de Australia.

## Especies
- Hecatesia exultans Walker, [1865]
- Hecatesia fenestrata Boisduval, 1829
- Hecatesia thyridion Feisthamel, 1839